# フォート・ウィリアム (スコットランド)
フォート・ウィリアム（英: Fort William、スコットランド・ゲール語: An Gearasdan、発音 [ən ˈkʲɛrəs̪t̪ən]、「兵営」の意）は、スコットランドのハイランド地方にある町。人口ではインヴァネスに次ぎ、同地方で二番目に大きい入植地である。
南にコー渓谷を、北にアオナック・ビーグ山、西にグレンフィナン村を擁する観光の中心地。ベン・ネビス山にも近いことから登山やハイキングもさかんで「イギリスのアウトドアのメッカ」と呼ばれる。ほかにもマウンテンバイク・コースやウェスト・ハイランド街道ないしグレート・グレン街道、インヴァネスから通ずる自転車道でも知られる。
総人口の7.33%にあたる726人がゲール語を話す。

## 歴史
もともとキャメロン氏の根拠地であったこのロッホアバー地方には、同氏の開拓した入植地（ブラーマックフォールダックなど）が多数存在する。砦が築かれるまでは近くのインバーロッキー入植地が最大の入植地で、1431年と1645年にはインバーロッキーの戦いが交わされた。

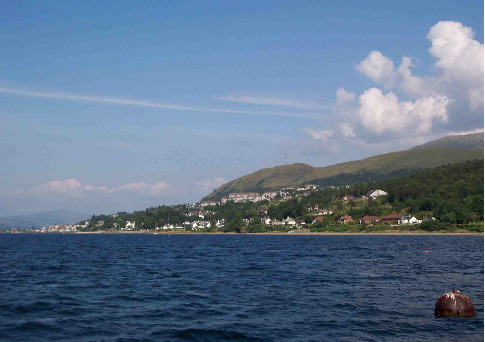
リネ湾から市街を望む

砦はイングランド内戦時に建設され、18世紀にはジャコバイト一揆の鎮圧に活用された。オラニエ公ウィレム（オレンジ公ウィリアム）にちなみ命名されたこの「ウィリアム砦」の周囲に発展した市街は、公の妻の名をとってメアリーバラと呼ばれた。市街はその後、ゴードンズバラやダンカンズバラを経てカンバーランド公ウィリアム・オーガスタス（スコットランド人のあいだでは「残虐公」として知られる）の治世に「フォート・ウィリアム」に落ち着いた。改名運動は以後も続き、インバーネイビスなどの案が出されたがいずれも立ち消えに終わっている。
第二次世界大戦時には王立海軍の沿岸警備隊によってセントクリストファー演習場が設けられた。
フォート・ウィリアム一帯の詳しい歴史はハイ通りのウェスト・ハイランド博物館で学ぶことができる。
市街はグラスゴー郊外のモルガイ(Milngavie)からハイランドを150キロあまり縦断するウェスト・ハイランド街道の北端で、当地からインヴァネスに至るグレート・グレン街道の起点（終点）でもある。

## 地理

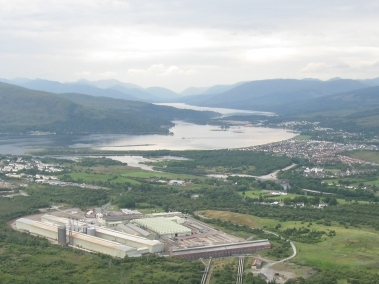
郊外のアルミ工場

スコットランド最長の入り江であるリネ湾の奥、ネビス川とロッキー川の河口に位置する。二本の河川は海にそそぐ直前、潮間帯で一本に交わる。絵のように美しい山々がフォート・ウィリアムとその郊外を取り巻いている。
市街の目抜き通りは1990年代に歩行者天国になったハイ通りで、モンジー・スクエア、ステーション・スクエア、ゴードン・スクエア、キャメロン・スクエアなどのロータリーが一定間隔で存在する。
町内の主な住宅地はハイ通りとA82号線から見えない。郊外のインバーロッキー、クラガン、ロッキーサイド、ケイル、バナビー、コーパックなどの住宅街は、いずれも市街より平坦な立地にある。
市街から27kmほどのところにあるグレンフィナンにはジャコバイト時代のモニュメントと、ロイヤルバンク・オブ・スコットランドの10ポンド札にも描かれている高架橋がある。J・K・ローリング原作の映画にも登場するため「ハリー・ポッター・ブリッジ」としても知られるようになった。
郊外にアルカン社の大規模アルミニウム工場とロッホアバー水力発電所がある。
市街はグレート・グレンの南端に位置し、リネ湾とエイル湾に臨み、南東にはイギリス諸島最高峰のベン・ネビス山が控える。1894年8月7日に鉄道が延伸され、市街の南端に駅が置かれた。この結果、バイパスが完成し駅が移転する1970年代まで市街は鉄道の線路で海側と山側に二分された。

## 気候
| フォート・ウィリアムの気候 | フォート・ウィリアムの気候 | フォート・ウィリアムの気候 | フォート・ウィリアムの気候 | フォート・ウィリアムの気候 | フォート・ウィリアムの気候 | フォート・ウィリアムの気候 | フォート・ウィリアムの気候 | フォート・ウィリアムの気候 | フォート・ウィリアムの気候 | フォート・ウィリアムの気候 | フォート・ウィリアムの気候 | フォート・ウィリアムの気候 | フォート・ウィリアムの気候 |
| 月                         | 1月                        | 2月                        | 3月                        | 4月                        | 5月                        | 6月                        | 7月                        | 8月                        | 9月                        | 10月                       | 11月                       | 12月                       | 年                         |
| -------------------------- | -------------------------- | -------------------------- | -------------------------- | -------------------------- | -------------------------- | -------------------------- | -------------------------- | -------------------------- | -------------------------- | -------------------------- | -------------------------- | -------------------------- | -------------------------- |
| 平均最高気温 °C （°F）     | 4.0 (39.2)                 | 5.0 (41)                   | 6.0 (42.8)                 | 10.0 (50)                  | 13.0 (55.4)                | 16.0 (60.8)                | 16.0 (60.8)                | 16.0 (60.8)                | 14.0 (57.2)                | 11.0 (51.8)                | 7.0 (44.6)                 | 5.0 (41)                   | 10.3 (50.45)               |
| 平均最低気温 °C （°F）     | −1.0 (30.2)                | −1.0 (30.2)                | 0.0 (32)                   | 1.0 (33.8)                 | 4.0 (39.2)                 | 7.0 (44.6)                 | 8.0 (46.4)                 | 8.0 (46.4)                 | 7.0 (44.6)                 | 5.0 (41)                   | 1.0 (33.8)                 | 0.0 (32)                   | 3.3 (37.85)                |
| 雨量 mm （inch）           | 303.0 (11.929)             | 204.0 (8.031)              | 254.0 (10)                 | 127.0 (5)                  | 133.0 (5.236)              | 144.0 (5.669)              | 167.0 (6.575)              | 189.0 (7.441)              | 272.0 (10.709)             | 304.0 (11.969)             | 286.0 (11.26)              | 299.0 (11.772)             | 2,682 (105.591)            |
| 出典：                     |                            |                            |                            |                            |                            |                            |                            |                            |                            |                            |                            |                            |                            |

## 交通

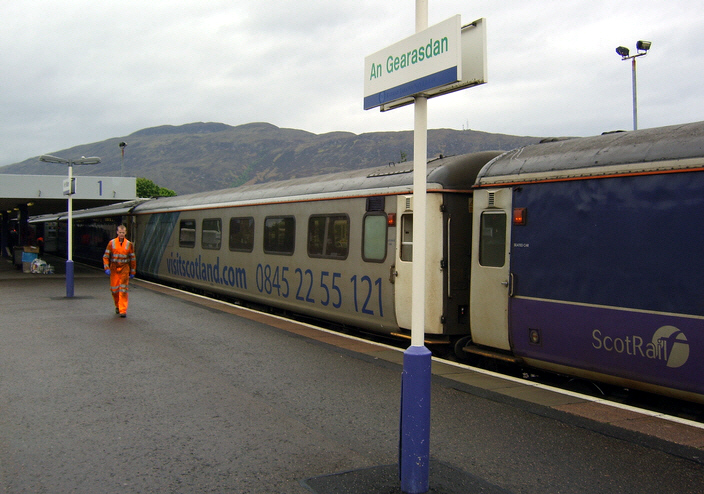
フォート・ウィリアム駅に到着した寝台列車「カレドニアン・スリーパー」

西ハイランド線のフォート・ウィリアム駅がある。険しい地形のため、グラスゴー方面へは南に、マレーグ方面へは北東に鉄路が延びている。
郊外のコーパックとインヴァネスとのあいだにはカレドニア運河が走る。

## スポーツ

### マウンテンバイク
郊外にはゴンドラのケーブルに並行して、国際的に活躍する選手やファンなど毎年数千人をひきつける大規模なマウンテンバイクのダウンヒル・コースがある。2001年から「UCIマウンテンバイク・ワールドカップ」の会場のひとつとなっており、2007年には「世界自転車選手権マウンテンバイク」も開かれた。ダウンヒルの下ではバイクトライアルの大会も行われる。
男子ダウンヒルの歴代優勝者
- 2007年 世界選手権 - サム・ヒル
- 2008年 ワールドカップ - グレッグ・ミナール
- 2009年 ワールドカップ - グレッグ・ミナール
- 2010年 ジー・アサートン

女子ダウンヒルの歴代優勝者
- 2008年 ワールドカップ - トレイシー・モーズリー
- 2009年 ワールドカップ - サブリナ・ジョニアー

### バイクトライアル
フォート・ウィリアムでは5月の第1週をフルに使って「スコットランド・シックス・デイズ・トライアル」というバイクトライアル大会が開かれる。世界中から多くの競技者が集うこの大会は、2011年に100周年を迎えた。

### シンティ
フォート・ウィリアム・シンティ・クラブのキルマリー・シンティ・クラブの2つのシンティクラブがある。

### フットボール
スコットランド・ハイランド・フットボール・リーグに所属するフォート・ウィリアムFCの本拠地で、ホームゲームはクラガン・パークで行われる。

## フィクション

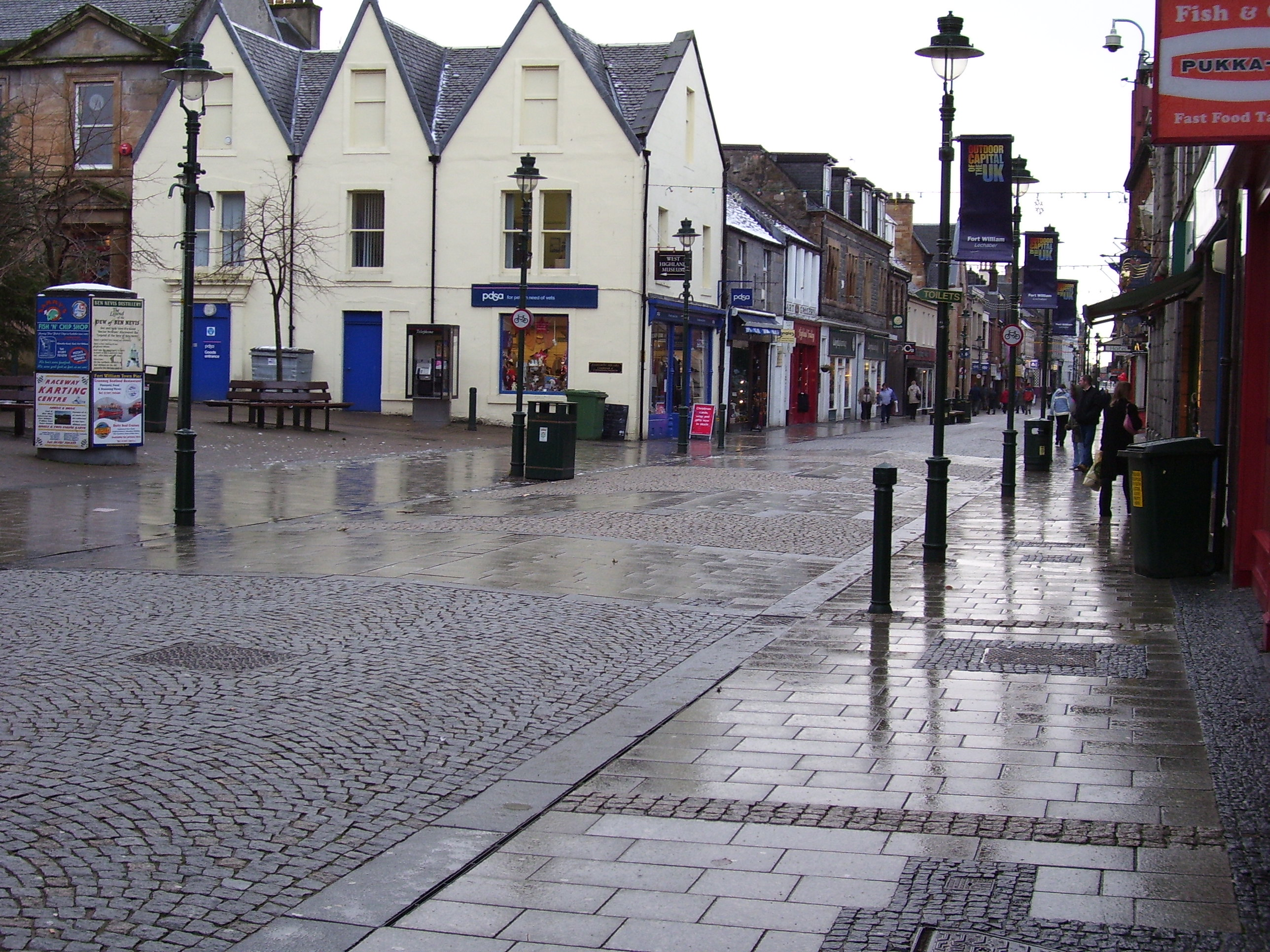
ハイ通り

フォート・ウィリアム市街ないしその郊外がロケ地となった映画作品にはBeing Human、『ブレイブハート』、『ハイランダー 悪魔の戦士』、Restless Natives、『ハリー・ポッター』シリーズ、『ロブ・ロイ/ロマンに生きた男』が挙げられる。テレビドラマではRockfaceが主にフォート・ウィリアムで撮影されたほか、郊外のニュートンモアではMonarch of the Glenのロケが行われた。

### フェスティバル
市街にせまる山々と文化をたたえ、登山と自然探勝観光の重要性を再認識するため、フォート・ウィリアム山岳映画祭が毎年行われている。スタッフはボランティアで、長年映画を眼目に営まれてきたが2007年の「ハイランド2007」で対象は拡大され、タイトルも「映画」の文字が抜けて「フォート・ウィリアム山岳祭」となった。

## ゆかりの人物
- チャールズ・ケネディ - 政治家。生まれはインヴァネスだが、当地で育ち教育を受けた。
- ダニー・アレクサンダー - 政治家。郊外のインバーガリー村で育った。
- ジャスティン・ライアン - インテリア・デザイナー、テレビ司会者。生まれはグラスゴーだが、当地で育った。
- アラン・マクドナルド - カトリック教会の聖職者、詩人。
- ダニエル・マクリーン・マクドナルド - 実業家。ケンブリッジ大学に「マクドナルド考古学調査研究所」を創設[7]。